# Heilige Nicolaaskerk (Haren)

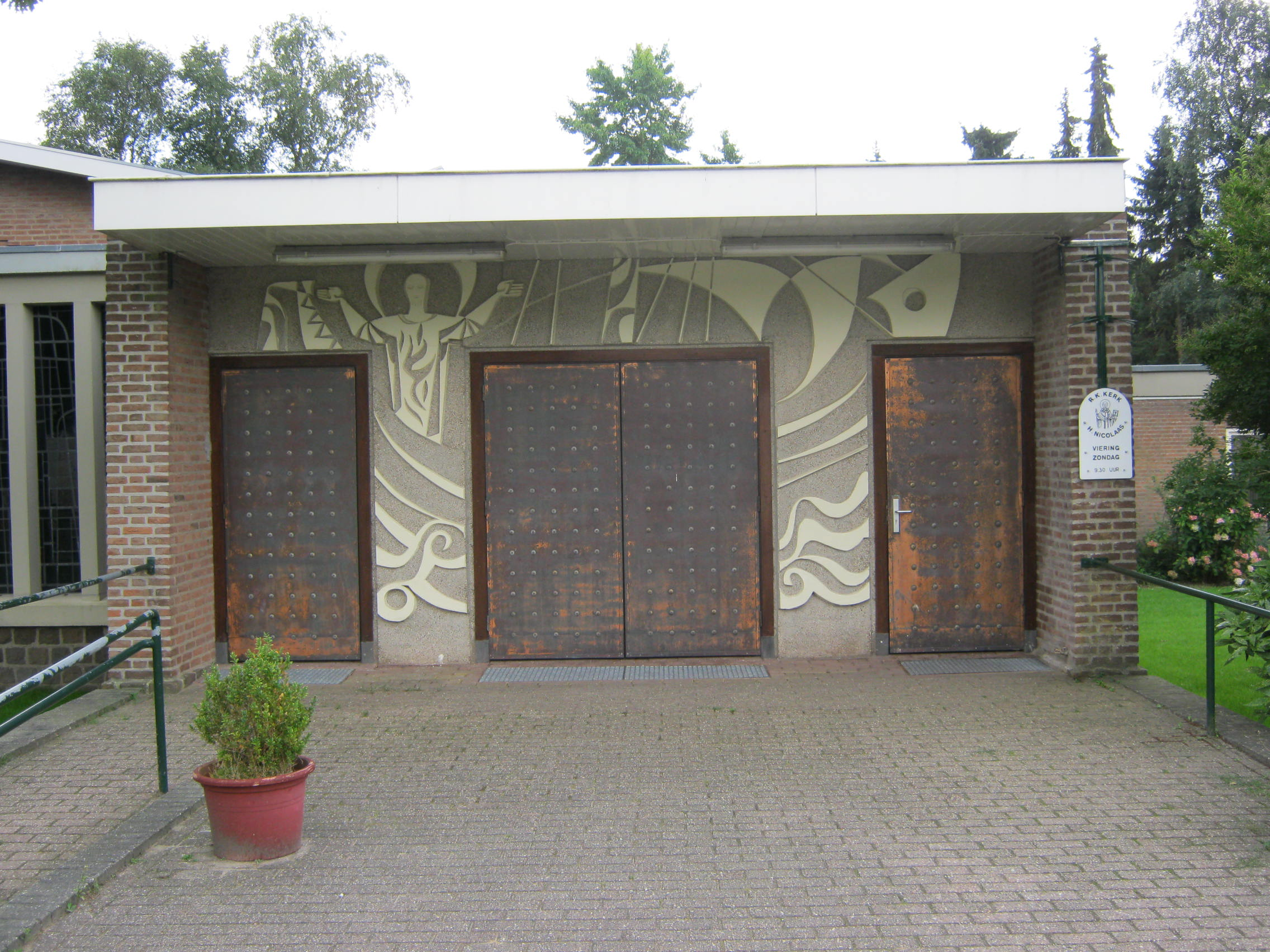
Hoofdingang van de kerk

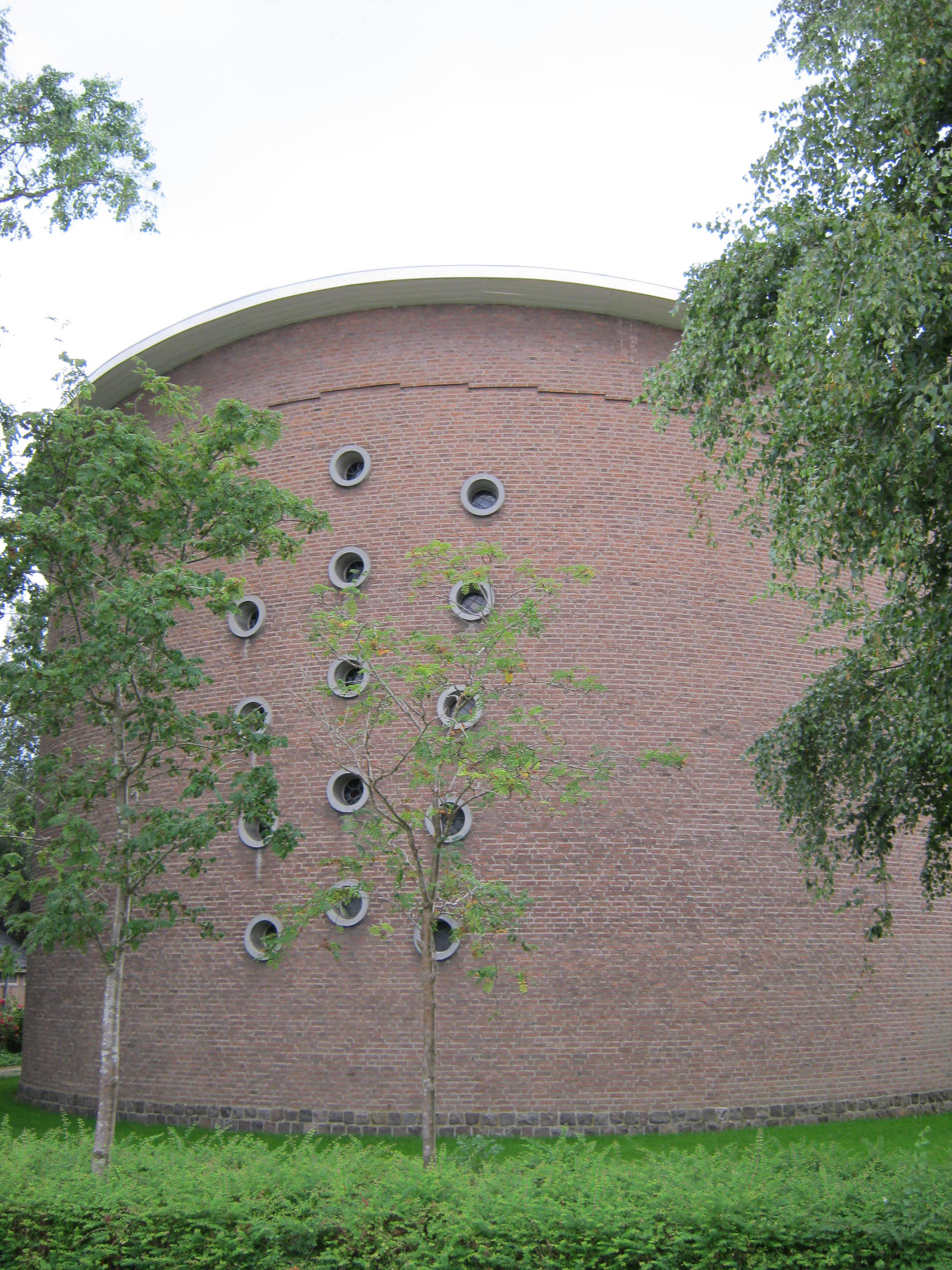
Priesterkoor met ronde muur onder het schuinoplopende dak

De Heilige Nicolaaskerk is een aan de heilige Nicolaas van Myra gewijde rooms-katholieke parochiekerk van Haren in de Nederlandse provincie Groningen. De H. Nicolaaskerk werd gebouwd naar ontwerp van J.A.A. Dresmé op de hoek van de Beatrixlaan en de Irenelaan, tegenover de enkele jaren eerder gebouwde katholieke St. Nicolaasschool, aan de rand van de buurt Maarwold. De wijding geschiedde op 6 september 1959 door de bisschop van Groningen, mgr. Petrus Nierman. Het is een van de kerken die sinds 2017 gebruikt worden door de Hildegardparochie van het bisdom Groningen-Leeuwarden.

## Voorgeschiedenis
Het dorp Haren had zich in de eerste helft van de twintigste eeuw ontwikkeld van een kleine - voornamelijk agrarische - gemeente in een villadorp dat vooral forenzen uit de stad Groningen een lommerrijk onderkomen bood. Met de groei van het aantal inwoners nam ook het aantal katholieken in Haren toe. Zij waren voor het vervullen van hun zondagsplicht afhankelijk van Sint-Jozefparochie in Groningen. In 1940 - toen de mogelijkheden om op zondag gemotoriseerd naar Groningen te gaan onder invloed van de Duitse bezetting waren afgenomen - vroeg en kreeg de pastoor van de Jozefparochie aan het aartsbisdom Utrecht toestemming om in Haren zelf de H. Mis te lezen. Een ruimte werd gevonden in het verenigingsgebouw "Ons Centrum" van de Nederlands Hervormde Kerk. Op 30 juni van dat jaar vond de eerste eucharistieviering aldaar plaats, bijgewoond door zo'n honderd gelovigen. Toen de Duitse bezetters "Ons Centrum" in 1942 vorderden, konden de misvieringen worden voortgezet in het Witte Kerkje op de hoek van de Jachtlaan en de Oude Hoflaan. Deze kerk behoorde de Vrijzinnige Gemeente toe die bereid bleek de kerk op zondagen, voorafgaand aan de eigen vieringen, aan de katholieken af te staan. 

## De bouw
Na de oorlog bleef de pastoor van de Jozefparochie zich sterk maken voor een eigen Harense parochie. In 1953 benoemde de aartsbisschop-coadjutor van Utrecht, mgr. Bernardus Alfrink een bouwpastoor. In datzelfde jaar werd de schuur van een boerderij aan de Rijksstraatweg verbouwd tot noodkerk. Op 6 december, naamdag van Sint Nicolaas, van dat jaar vond de plechtige oprichting van de Harense parochie plaats, tijdens de eerste mis in de tijdelijke boerderijkerk. Toen de terreinen waarop de boerderijkerk stond werden aangekocht door de Stichting Beatrixoord - die er een revalidatiecentrum wilde vestigen - moest omgezien worden naar nieuwe, en meer permanente huisvesting. Het parochiebestuur trok de uit Driebergen afkomstige, in rooms-katholieke kerken gespecialiseerde architect Johan Dresmé aan als architect van de nieuw te bouwen kerk. Op 27 juni 1958 werd de eerste steen gelegd door de vicaris-generaal van het - net daarvoor opgerichte - bisdom Groningen. Een jaar later was de bouw klaar. De bouw had iets meer dan 300.000 gulden gekost.

## De kerk
De kerk is van West naar Oost gebouwd op een lang, maar smal bouwkavel. Opvallend is het grote schuinoplopende dak dat een grote halfronde ruimte overspant. Boven het halfcirkelvormige priesterkoor is het dak het hoogst. Het altaar werd midden in het koor geplaatst. Na het Tweede Vaticaans Concilie, toen priesters niet meer met hun rug, maar met hun gezicht naar de gemeenschap de Mis lazen, behoefde niets te worden aangepast. Het tabernakel staat niet op of achter het hoofdaltaar, maar in een aparte sacramentskapel, die in open verbinding staat met de hoofdkerk. In deze kapel, die ook wel dagkerk werd genoemd, werden vroeger de dagelijkse missen opgedragen, terwijl de hoofdkerk alleen gebruikt werd voor de zondagse eucharistieviering en de hoogfeesten. Rechtsachter in de kerk is de doopkapel. De glas-in-loodramen in de kerk zijn van de hand van Carel Bruens, met uitzondering van het glas in beton raam bij de ingang, dat de patroonheilige van de kerk voorstelt en dat werd vervaardigd door de Duitse kunstenares Elisabeth Quademechels. De kerk biedt ongeveer vierhonderd gelovigen een zitplaats. Aan de achterkant is het kerkgebouw verbonden met een pastorie. 